# Джесика Флечър
Джесика Флечър (на английски: Jessica Fletcher), родена Джесика Беатрис Макгил (на английски: Jessica Beatrice MacGill), известна с професионалния псевдоним Джей Би Флечър (на английски: J.B. Fletcher), е измислен любител детектив и писател на криминални романи, както и главната героиня на американския телевизионен сериал „Убийство по сценарий“. Ролята се играе от многократно награждаваната актриса Анджела Лансбъри. Флечър е автор на бестселъри, учител по английски, детектив аматьор, професор по криминология и член на Конгреса. През 2004 г. Флечър е включена в списъка на „100-те най-велики телевизионни персонажи“. AOL я нарича една от „100-те най-запомнящи се женски телевизионни персонажи“. Същият уебсайт я сочи сред „най-умните детективи на телевизията“, класирана на шесто място в анкетата за „най-добрите детективи в Америка“. Световните рекорди на Гинес я наричат „най-плодотворният аматьор детектив“.